# Luc Bonnet
Luc Bonnet (* 5. Februar 1983 in Herten, Deutschland; † 25. Mai 2012 in Berlin) war ein deutscher Toningenieur, Komponist und Produzent.

## Leben
Geboren im Ruhrgebiet studierte Bonnet von 2003 bis 2006 am Liverpool Institute for Performing Arts Sound Technology und gewann dort u. a. den Sennheiser Student Achievement Award.
Nach dem Studium führte sein Weg über London und New York nach Berlin, wo er Henning Lohner kennenlernte. Fortan arbeiteten sie zusammen an unterschiedlichen Projekten, die Bonnet auch nach Kalifornien führten. In Los Angeles, wo Bonnet bis 2010 lebte und auch ein Studio hatte, arbeitete er mit Künstlern wie Henning Lohner, David Baerwald, Martin Tillmann, Bart Hendrickson und John Lafia zusammen, sowie für Remote Control (Hans Zimmer).
Seit 2010 lebte und arbeitete er überwiegend in Berlin.
Am 25. Mai 2012 verstarb er an den Folgen eines schweren Motorradunfalls.

## Filmografie (Auswahl)
- 2007: Schwerter des Königs – Dungeon Siege (In the Name of the King: A Dungeon Siege Tale)
- 2007: Timber Falls
- 2007: Bis später, Max! (Love Comes Lately)
- 2008: Kleiner Dodo
- 2007: Kleiner Dodo (Fernsehserie, 26 Folgen)
- 2008: Tortuga – Die unglaubliche Reise der Meeresschildkröte (Turtle: The Incredible Journey)
- 2008: Be Like Others
- 2008: Shuttle – Endstation Alptraum! (Shuttle)
- 2008: Marcello, Marcello – Der Sommer der ersten Liebe (Marcello, Marcello)
- 2009: Die vierte Art (The Fourth Kind)
- 2009: Transformers – Die Rache (Transformers Revenge of the Fallen)
- 2009: Illuminati (Angels and Demons)
- 2009: Night Train
- 2009: Lauras Stern und der geheimnisvolle Drache Nian
- 2010: Hybrid – Ein Auto zum Sterben (Hybrid)
- 2010: Transit
- 2010: Racheengel – Ein eiskalter Plan (Fernsehfilm)
- 2011: Lauras Stern und die Traummonster
- 2012: Mandy will ans Meer (Fernsehfilm)
- 2012: Das Haus der Krokodile